# Ortel Książęcy Drugi
Ortel Książęcy Drugi – wieś w Polsce położona w województwie lubelskim, w powiecie bialskim, w gminie Biała Podlaska. Przez miejscowość przepływa Żarnica, niewielka rzeka dorzecza Bugu, lewy dopływ Zielawy.
| SIMC    | Nazwa       | Rodzaj     |
| ------- | ----------- | ---------- |
| 1021263 | Mikołajówka | przysiółek |

W latach 1975–1998 miejscowość administracyjnie należała do województwa bialskopodlaskiego.
Wieś wchodzi w skład sołectwa Ortel Książęcy Drugi-Ogrodniki w gminie Biała Podlaska. Według Narodowego Spisu Powszechnego z roku 2011 wieś liczyła 184 mieszkańców.
Wierni Kościoła rzymskokatolickiego należą do parafii Narodzenia Najświętszej Maryi Panny w Ortelu Książęcym.

## Zabytki
Według rejestru zabytków Narodowego Instytutu Dziedzictwa na listę zabytków wpisane są obiekty:
- cerkiew prawosławna, obecnie kościół rzym.-kat. pw. Narodzenia NMP, drewniany z 1887, nr rej.: A-212 z 10.03.1990.